# Ситинка (Ульяновська область)
Ситинка (рос. Сытинка) — присілок в Павловському районі Ульяновської області Російської Федерації.
Населення становить 11 осіб. Входить до складу муніципального утворення Баклушинське сільське поселення.

## Історія
Від 2004 року входить до складу муніципального утворення Баклушинське сільське поселення.

## Населення
| 2010 |
| ---- |
| 11   |